# Pugnado Adentro
Pugnado Adentro es un barrio ubicado en el municipio de Vega Baja en el estado libre asociado de Puerto Rico. En el Censo de 2010 tenía una población de 1278 habitantes y una densidad poblacional de 117,57 personas por km².

## Geografía
Pugnado Adentro se encuentra ubicado en las coordenadas 18°23′33″N 66°25′44″O / 18.39250, -66.42889. Según la Oficina del Censo de los Estados Unidos, Pugnado Adentro tiene una superficie total de 10.87 km², de la cual 10.86 km² corresponden a tierra firme y (0.07%) 0.01 km² es agua.

## Demografía
Según el censo de 2010, había 1278 personas residiendo en Pugnado Adentro. La densidad de población era de 117,57 hab./km². De los 1278 habitantes, Pugnado Adentro estaba compuesto por el 81.61% blancos, el 9.62% eran afroamericanos, el 7.12% eran de otras razas y el 1.64% pertenecían a dos o más razas. Del total de la población el 99.53% eran hispanos o latinos de cualquier raza.